# Fuentes de Carbajal
Fuentes de Carbajal – gmina w Hiszpanii, w prowincji León, w Kastylii i León, o powierzchni 32,13 km². W 2011 roku gmina liczyła 115 mieszkańców.